# Abraham Pierson

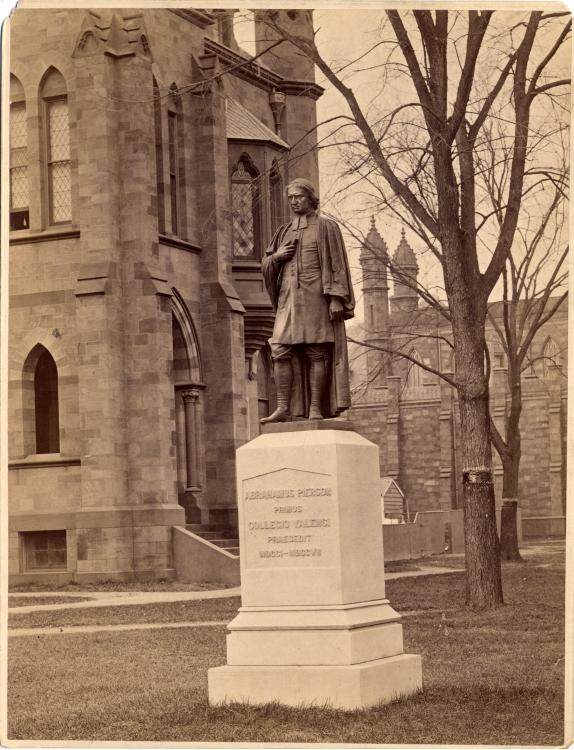
Standbeeld van Abraham Pierson

Abraham Pierson (1646 - 5 maart 1707) was een predikant en de eerste rector en een van de stichters van de Collegiate School (later de zeer bekende Yale University). De school werd gesticht in 1701, en Abraham Pierson bleef daar werkzaam als rector tot in 1707.